# 第41装甲擲弾兵旅団 (ドイツ連邦陸軍)
第41装甲擲弾兵旅団「フォアポンメルン」（だい41そうこうてきだんへいりょだん、ドイツ語：Panzergrenadierbrigade 41 "Vorpommern"）は、ドイツ連邦陸軍の旅団の一つ。現在は第13装甲擲弾兵師団の隷下にあり、旅団司令部をトルゲローに置き、旅団隷下部隊はメクレンブルク＝フォアポンメルン州に駐屯している。このため「北東の陸軍（Heer im Nordosten）」とも呼ばれる。陸軍組織2010年の改革によりザクセン＝アンハルト州とシュレースヴィヒ＝ホルシュタイン州から新たな部隊が編入される。旅団はドイツ連邦軍における安定化戦力の一部に指定されている。

## 任務
旅団は安定化戦力の一部として北大西洋条約機構や欧州連合の枠組みで、国防や紛争予防および危機管理のために多国籍関係に基づき部隊を出動させる。また、旅団はNATO加盟国が防衛事態に至った場合は域内防衛のため派兵される。

## 部隊編制
- 旅団司令部中隊　在トルゲロー
- 第413戦車大隊　在トルゲロー
- 第411装甲擲弾兵大隊　在シュタルベルク
- 第401装甲擲弾兵大隊　在ハーゲノー
- 第801通信大隊　在ノイブランデンブルク
- 第803装甲工兵大隊　在ハーゲノー
- 第142後方支援大隊　在バセポール
- 第6偵察大隊　在オイティーン

## 歴史
1990年、ドイツ民主共和国国家人民軍(東ドイツ軍)の解体・統合により旅団の歴史は始まる。1991年に国家人民軍地上軍(陸軍)第9戦車師団を母体に第41郷土防衛旅団「フォアポンメルン」として新編され、メクレンブルク＝フォアポンメルン州エックジンに司令部を置き同州の防衛を担当することになる。1994年には最後の国家人民軍部隊が統合され、1995年に第41装甲擲弾兵旅団に改称し正式に北大西洋条約機構の指揮系統に編入された。1997年にはオーデル川の洪水に出動する。2002年に旅団司令部はエックジンからトルゲローへ移転する。また同じ2002年にはエルベ川の洪水で出動した。
1996年以降、旅団は和平履行部隊（IFOR）、平和安定化部隊（SFOR）、コソボ治安維持部隊（KFOR）、国際連合グルジア監視団など各種の国外任務に就いた。2005年から2006年までは第13次KFOR/欧州連合軍（EUFOR）に参加、2007年から2008にかけては第15次国際治安支援部隊（ISAF）のドイツの運用割り当てに含まれる。2009年には再びコソボに派遣され1年間の任務に就く。
2007年に旅団は第14装甲擲弾兵師団から第13装甲擲弾兵師団に所属変更する。同じ2007年には第803装甲工兵大隊（ハーフェルベルクに駐屯）が第1装甲擲弾兵旅団から編入される。

## 歴代旅団長
| 代 | 氏名                                                                         | 着任          | 離任          |
| -- | ---------------------------------------------------------------------------- | ------------- | ------------- |
| 1  | ハンス＝ペーター・フォン・キルヒバッハ陸軍准将 Hans-Peter von Kirchbach      | 1991年1月4日  | 1992年3月31日 |
| 2  | ヴェルナー・ヴィダー陸軍大佐 Werner Widder                                   | 1992年4月1日  | 1994年9月30日 |
| 3  | エルンスト＝ハインリヒ・ルッツ陸軍大佐 Ernst-Heinrich Lutz                   | 1994年1月10日 | 1998年12月    |
| 4  | ヴォルフガング・オットー陸軍大佐 Wolfgang Otto                               | 1999年1月     | 1999年12月    |
| 5  | ハンス＝ローター・ドームローゼ陸軍大佐 Hans-Lothar Domröse                   | 2000年1月     | 2004年1月31日 |
| 6  | ヨーゼフ・ニーベッカー陸軍准将 Josef Niebecker                               | 2004年2月1日  | 2007年8月24日 |
| 7  | クラウス・フォン・ハイメンダール陸軍准将 Klaus von Heimendahl                | 2007年7月24日 | 2009年5月4日  |
| 8  | ベネディクト・ジマー陸軍准将 Benedikt Zimmer                                 | 2009年5月4日  | 2011年6月30日 |
| 9  | アンドレアス・マーロー陸軍准将 Andreas Marlow                                | 2011年7月1日  | 2013年8月23日 |
| 10 | ユルゲン・ヨアキム・フォン・サンドラート陸軍准将 Jürgen-Joachim von Sandrart | 2013年8月23日 | 2016年1月1日  |
| 11 | オリバー・コール陸軍准将 Oliver Kohl                                         | 2016年1月1日  | 2018年4月10日 |
| 12 | アンドレアス・ドースト陸軍大佐 Andreas Durst                                 | 2018年4月10日 | 2021年1月18日 |
| 13 | クリスティアン・ナウラート陸軍准将 Christian Nawrat                          | 2021年1月18日 | 2024年4月18日 |
| 14 | ラーフ・ペーター・ハンマーシュタイン陸軍准将 Ralf Peter Hammerstein          | 2024年4月18日 | -             |